# Hyadina immaculata
Hyadina immaculata är en tvåvingeart som beskrevs av Becker 1919. Hyadina immaculata ingår i släktet Hyadina och familjen vattenflugor.
Artens utbredningsområde är Ecuador. Inga underarter finns listade i Catalogue of Life.